# Hogerhuis (Japan)

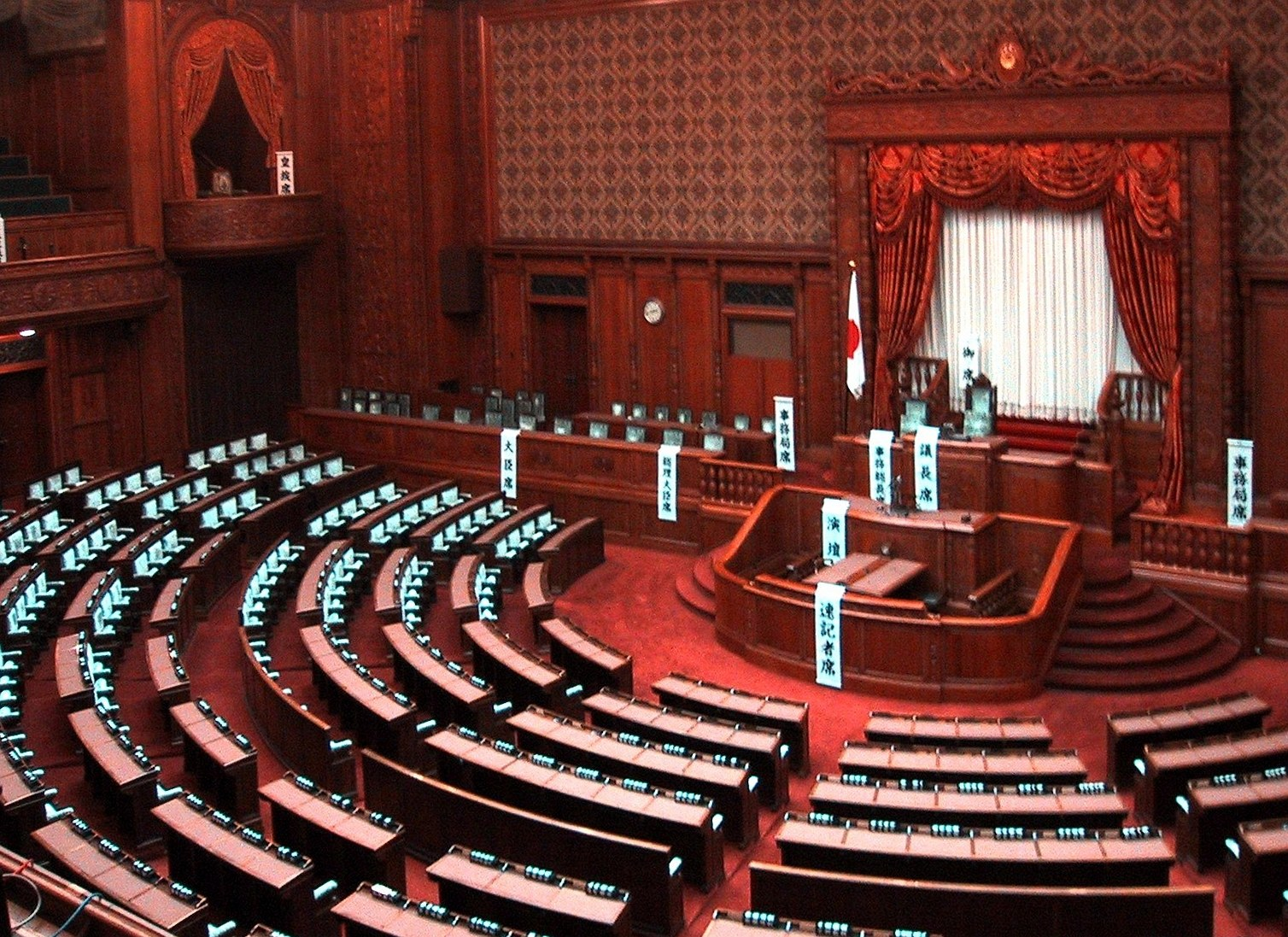
Japanse Hogerhuis in Tokio.

Het Japanse Hogerhuis of Sangiin (Japans: 参議院, Ned.: Kamer van Raadslieden of Hogerhuis) is een van beide Kamers van de Japanse volksvertegenwoordiging of Kokkai 国会 (lett. 'Rijksdag').
Na het aannemen van de Japanse Grondwet in 1947 verving het Hogerhuis de Kizokuin. Dit was een ondemocratisch gekozen volksvertegenwoordiging bestaande uit alle belangrijkste Japanse edelen. De leden van de Kizokuin werden door de keizer gekozen zoals vastgelegd in artikel 34 van de Meiji-grondwet van 1890.

## Samenstelling
De Sangiin bestaat uit 248 volksvertegenwoordigers waarvan 100 leden gekozen worden via proportionele vertegenwoordiging en 148 indirect via 45 kieskieskringen. In de huidige grondwet staat een termijn van zes jaar genoemd. Elke drie jaar worden er verkiezingen gehouden waarbij de helft van het aantal zetels verkiesbaar staan.
Iedere Japanner die 30 jaar of ouder is kan zich verkiesbaar stellen voor een zetel in het Hogerhuis.

### Huidige zetelverdeling
Op 31 mei 2021 waren 245 bezet en er was een vacature. Er hebben 56 vrouwen een zetel en 188 mannen. Veruit de grootste fractie is van de Liberaal-Democratische Partij (LDP), zij hebben 112 zetels ofwel 46% van het totaal.
Resultaat van de verkiezingen voor het Japanse Hogehuis van 29 juli 2007:
| Partijen | Partijen                                                            | Zetels | Aantal stemmen (kieskring) | Aantal stemmen (proportioneel) | verkozen in 2007 |
| -------- | ------------------------------------------------------------------- | ------ | -------------------------- | ------------------------------ | ---------------- |
|          | Liberaal-Democratische partij (自由民主党, Jiyū Minshutō)           | 83     | 31,35 %                    | 28,08 %                        | 37               |
|          | Nieuw-Komeito (公明党, Kōmeitō)                                     | 20     | 5,96 %                     | 13,18 %                        | 9                |
|          | Democratische Partij (民主党, Minshutō)                             | 109    | 40,45 %                    | 39,48 %                        | 60               |
|          | Communistische Partij van Japan (日本共産党,Nihon Kyōsantō)         | 7      | 8,70 %                     | 7,48 %                         | 3                |
|          | Sociaaldemocratische Partij van Japan (社会民主党, Shakai Minshutō) | 5      | 2,28 %                     | 4,47 %                         | 2                |
|          | Nieuwe Volkspartij (国民新党, Kokumin Shintō)                       | 4      | 1,87 %                     | 2,15 %                         | 2                |
|          | Nieuwe Partij Japan (新党日本,Shintō Nippon)                        | 1      | -                          | 3,01 %                         | 1                |
|          | Anderen                                                             | 1      | 0,80 %                     | 2,15 %                         | 0                |
|          | Onafhankelijken                                                     | 13     | 8,59 %                     | -                              | 7                |
| Totaal   | Totaal                                                              | 242    | 100 %                      | 100 %                          | 121              |

Het Hogerhuis is samengesteld uit volgende fracties:
| Fractie | Fractie                                                                    | Zetels |
| ------- | -------------------------------------------------------------------------- | ------ |
|         | Liberaal-Democratische partij                                              | 81     |
|         | Nieuw-Komeito                                                              | 21     |
|         | Democratische Partij/Shinryokufūkai/Nieuwe Volkspartij/Nieuwe Partij Japan | 118    |
|         | Communistische Partij van Japan                                            | 7      |
|         | Sociaaldemocratische Partij van Japan                                      | 5      |
|         | Japanse Renaissance Partij                                                 | 4      |
|         | Onafhankelijken (waaronder de voorzitter en zijn plaatsvervanger)          | 5      |
|         | Leeg                                                                       | 1      |
| Totaal  | Totaal                                                                     | 242    |